# Toronto Book Awards
Die Toronto Book Awards sind kanadische Literaturpreise, die von der Stadt Toronto seit 1974 alljährlich an den Autor des besten literarischen Werks im Bereich Fiktion oder Sachbuch verliehen werden, der Toronto besonders hervorhebt.
Jeder der Autoren, die auf der Shortlist geführt werden, erhält ein Preisgeld von 1000 Kanadischen Dollar; der Gewinner erhält schließlich die Restsumme des Gesamtpreises von 15.000 Dollar. In der Vergangenheit gab es gemeinschaftliche Gewinner. Das Literaturjahr 1987 war das erste Jahr in der Geschichte des Literaturpreises, in dem Einzelpreise vergeben wurden.

## Preisträger
- 1974 – Gemeinschaftsgewinner

William Kurelek, O Toronto
Desmond Morton, Mayor Howland
Richard B. Wright, In the Middle of a Life
- 1975 – Gemeinschaftsgewinner

Claude Bissell, Halfway up Parnassus
The Labour History Collective, Women at Work
Loren Lind, The Learning Machine
- 1976 – Gemeinschaftsgewinner

Robert F. Harney und Harold Troper, Immigrants: A Portrait of the Urban Experience 1890-1930
Hugh Hood, The Swing in the Garden
- 1977 – Gemeinschaftsgewinner

Margaret Atwood, Lady Oracle
Margaret Gibson, The Butterfly Ward
- 1978 – Gemeinschaftsgewinner

Christopher Armstrong und H.V. Nelles, The Revenge of the Methodist Bicycle Company
Timothy Findley, The Wars
- 1979 – Gemeinschaftsgewinner

Michael Bliss, A Canadian Millionaire
William Dendy, Lost Toronto
John Morgan Gray, Fun Tomorrow
- 1980 – Gemeinschaftsgewinner

Raymond Souster, Hanging In
Stephen A. Speisman, The Jews of Toronto: A History to 1937
- 1981 – Gemeinschaftsgewinner

Timothy Colton, Big Daddy: Frederick G. Gardiner and the Building of Metropolitan Toronto
Mary Larratt Smith, Young Mr. Smith in Upper Canada
Helen Weinzweig, Basic Black with Pearls
- 1982 – Gemeinschaftsgewinner

Claude Bissell, The Young Vincent Massey
Marian Engel, Lunatic Villas
- 1983 – Gemeinschaftsgewinner

Michael Bliss, The Discovery of Insulin
Lucy Booth Martyn, The Face of Early Toronto: An Archival Record 1803-1936
- 1984 – Gemeinschaftsgewinner

Edith G. Firth, Toronto in Art
Gerald Killan, David Boyle: From Artisan to Archaeologist
Eric Wright, The Night the Gods Smiled
- 1985 – Gemeinschaftsgewinner

Warabe Aska, Who Goes to the Park
J.M.S. Careless, Toronto to 1918
Josef Škvorecký, The Engineer of Human Souls
- 1986 – Gemeinschaftsgewinner

Morley Callaghan, Our Lady of the Snows
Robertson Davies, What's Bred in the Bone
- 1987 – William Dendy und William Kilbourn, Toronto Observed: Its Architecture, Patrons and History
- 1988 – Michael Ondaatje, In the Skin of a Lion
- 1989 – Margaret Atwood, Cat's Eye
- 1990 – Gemeinschaftsgewinner

Hilary Russell, Double Take: The Story of the Elgin and Winter Garden Theatres
Guy Vanderhaeghe, Homesick
- 1991 – Cary Fagan und Robert MacDonald, eds., Streets of Attitude: Toronto Stories
- 1992 – Katherine Govier, Hearts of Flame
- 1993 – Gemeinschaftsgewinner

Carole Corbeil, Voice-Over
David Donnell, China Blues
- 1994 – Timothy Findley, Headhunter
- 1995 – Ezra Schabas, Sir Ernest MacMillan: The Importance of Being Canadian
- 1996 – Rosemary Sullivan, Shadow Maker: The Life of Gwendolyn MacEwen
- 1997 – Anne Michaels, Fugitive Pieces
- 1998 – Helen Humphreys, Leaving Earth
- 1999 – Richard Outram, Benedict Abroad
- 2000 – Camilla Gibb, Mouthing the Words
- 2001 – A.B. McKillop, The Spinster and the Prophet: Florence Deeks, H.G. Wells and the Mystery of the Purloined Past
- 2002 – Sarah Dearing, Courage My Love
- 2003 – Joe Fiorito, The Song Beneath the Ice
- 2004 – Gemeinschaftsgewinner

Kevin Bazzana, Wondrous Strange: The Life and Art of Glenn Gould
Kate Taylor, Mme. Proust and the Kosher Kitchen
- 2005 – David Bezmozgis, Natasha and Other Stories
- 2006 – Dionne Brand, What We All Long For
- 2007 – Michael Redhill, Consolation
- 2008 – Glen Downie, Loyalty Management
- 2009 – Austin Clarke, More
- 2010 – Mark Sinnett, The Carnivore
- 2011 – Rabindranath Maharaj, The Amazing Absorbing Boy[2]
- 2012 – Andrew J. Borkowski, Copernicus Avenue
- 2013 – Kamal Al-Solaylee, Intolerable: A Memoir of Extremes[3]
- 2014 – Charlotte Gray, The Massey Murder: A Maid, Her Master and the Trial that Shocked a Country
- 2015 – Emily St. John Mandel, Station Eleven
- 2016 – Cordelia Strube, On the Shores of Darkness, There Is Light
- 2017 – Denham Jolly, In the Black: My Life
- 2018 – David Chariandy, Brother
- 2019 – Dionne Brand, Theory
- 2020 – Desmond Cole, The Skin We’re In: A Year of Black Resistance and Power